# Musotima aduncalis
Musotima aduncalis là một loài bướm đêm trong họ Crambidae.